# Balón de Oro 1986
La edición de 1986 del Balón de Oro, 31.ª edición del premio de fútbol creado por la revista francesa France Football, fue ganada por el soviético Igor Belánov (Dinamo Kiev).
El jurado estuvo compuesto por 26 periodistas especializados, de cada una de las siguientes asociaciones miembros de la UEFA: Alemania Occidental, Alemania Oriental, Austria, Bélgica, Bulgaria, Checoslovaquia, Dinamarca, Escocia, España, Finlandia, Francia, Grecia, Hungría, Inglaterra, Irlanda, Italia, Luxemburgo, Países Bajos, Polonia, Portugal, Rumanía, Suecia, Suiza, Turquía, Unión Soviética y Yugoslavia.
El resultado de la votación fue publicado en el número 2125 de France Football, el 30 de diciembre de 1986.

## Sistema de votación
Cada uno de los miembros del jurado elige a los que a su juicio son los cinco mejores futbolistas europeos. El jugador elegido en primer lugar recibe cinco puntos, el elegido en segundo lugar cuatro puntos y así sucesivamente.

De esta forma, se repartieron 390 puntos, siendo 130 el máximo número de puntos que podía obtener cada jugador (en caso de que los 26 miembros del jurado le asignaran cinco puntos).

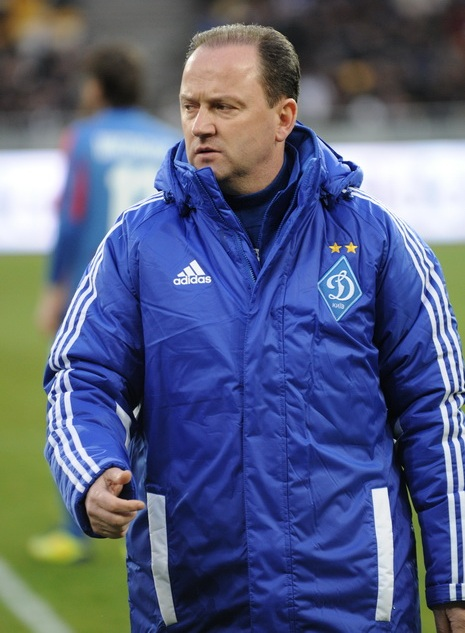
Igor Belánov con el Dinamo Kiev.

## Clasificación final
| Puesto | Jugador                 | Equipo                             | Votos | Votos | Votos | Votos | Votos | Votos | Puntos |
| Puesto | Jugador                 | Equipo                             | 1º    | 2º    | 3º    | 4º    | 5º    | Total | Puntos |
| ------ | ----------------------- | ---------------------------------- | ----- | ----- | ----- | ----- | ----- | ----- | ------ |
| 1º     | Igor Belánov            | Dinamo Kiev                        | 8     | 7     | 4     | 2     |       | 21    | 84     |
| 2º     | Gary Lineker            | Everton / Barcelona                | 6     | 3     | 4     | 3     | 2     | 18    | 62     |
| 3º     | Emilio Butragueño       | Real Madrid                        | 3     | 5     | 4     | 4     | 4     | 20    | 59     |
| 4º     | Preben Elkjær Larsen    | Verona                             | 2     | 2     |       | 1     | 2     | 7     | 22     |
|        | Manuel Amoros           | Mónaco                             | 1     | 2     | 1     | 2     | 2     | 8     | 22     |
| 6º     | Aleksandr Zavarov       | Dinamo Kiev                        | 2     | 1     | 2     |       |       | 5     | 20     |
|        | Ian Rush                | Liverpool                          |       |       | 6     | 1     |       | 7     | 20     |
| 8º     | Helmuth Duckadam        | Steaua Bucarest                    | 2     |       |       |       |       | 2     | 10     |
|        | Marco van Basten        | Ajax                               |       |       | 1     | 2     | 3     | 6     | 10     |
| 10º    | Alessandro Altobelli    | Inter de Milán                     |       |       | 1     | 3     |       | 4     | 9      |
| 11º    | Michel Platini          | Juventus                           |       | 1     |       | 2     |       | 3     | 8      |
|        | Jean-Marie Pfaff        | Bayern Múnich                      |       |       | 1     | 2     | 1     | 4     | 8      |
| 13º    | Jan Ceulemans           | Brujas                             | 1     |       |       |       | 2     | 3     | 7      |
|        | Søren Lerby             | Bayern Múnich / Mónaco             |       | 1     | 1     |       |       | 2     | 7      |
| 15º    | Morten Olsen            | Anderlecht / Colonia               |       | 1     |       |       | 2     | 3     | 6      |
| 16º    | Rinat Dasáyev           | Spartak Moscú                      | 1     |       |       |       |       | 1     | 5      |
| 17º    | Luis Fernández (fútbol) | Paris Saint-Germain / Racing París |       | 1     |       |       |       | 1     | 4      |
|        | Paulo Futre             | Porto                              |       | 1     |       |       |       | 1     | 4      |
|        | Harald Schumacher       | Colonia                            |       | 1     |       |       |       | 1     | 4      |
|        | Ruud Gullit             | PSV Eindhoven                      |       |       |       | 1     | 2     | 3     | 4      |
| 21º    | Kenny Dalglish          | Liverpool                          |       |       | 1     |       |       | 1     | 3      |
|        | Jean Tigana             | Girondins Burdeos                  |       |       |       | 1     | 1     | 2     | 3      |
|        | Pavlo Yakovenko         | Dinamo Kiev                        |       |       |       | 1     | 1     | 2     | 3      |
| 24º    | Karlheinz Förster       | Stuttgart / Olympique Marsella     |       |       |       | 1     |       | 1     | 2      |
|        | Lothar Matthäus         | Bayern Múnich                      |       |       |       |       | 2     | 2     | 2      |
| 26º    | Michael Laudrup         | Juventus                           |       |       |       |       | 1     | 1     | 1      |
|        | Rudi Völler             | Werder Bremen                      |       |       |       |       | 1     | 1     | 1      |

## Curiosidades
- Última de las 11 veces consecutivas en las que Michel Platini aparece en la clasificación final del Balón de Oro.